# Tephrosia berhautiana
Tephrosia berhautiana är en ärtväxtart som beskrevs av Lescot. Tephrosia berhautiana ingår i släktet Tephrosia och familjen ärtväxter. Inga underarter finns listade i Catalogue of Life.